# Chiesa di Regina Pacis
La chiesa di Regina Pacis si trova a Santa Lucia (Prato).

## Storia e descrizione
Realizzata nel 1974 su progetto di Roberto Nardi e Lorenzo Cecchi, è caratterizzata da un'elegante linea ascendente delle coperture. La decorazione unitaria degli interni è di Mihu Vulcanescu.
Nei locali parrocchiali sono conservati alcuni affreschi del Maestro di San Giusto, 1420 circa, staccati dall'antica parrocchiale di Santa Lucia in Monte, come l'altorilievo settecentesco con Santa Lucia, in stucco  policromato, in una cappella dell'attuale chiesa, del XII secolo, con paramento e abside in alberese.

## Altre immagini

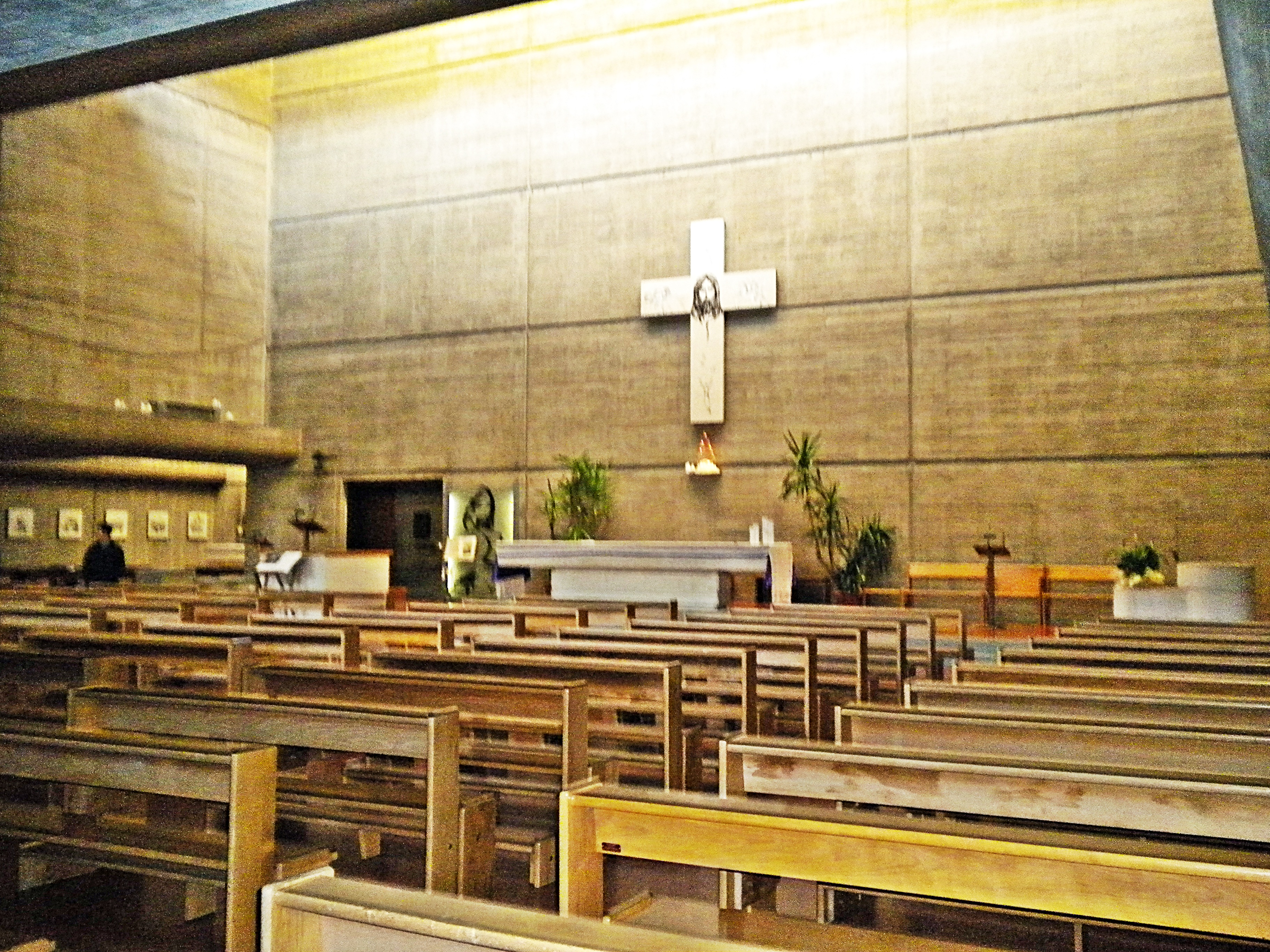
Interno
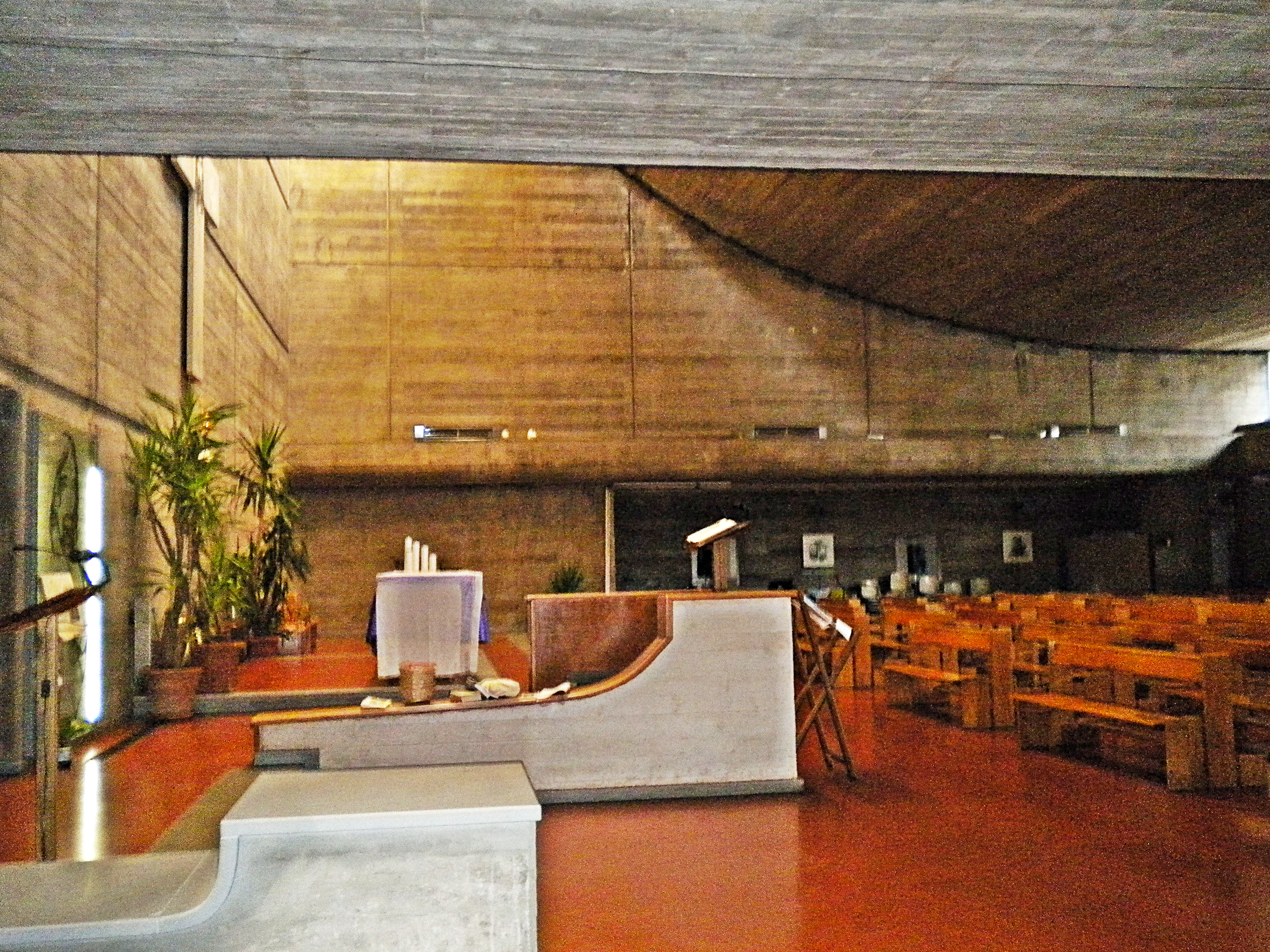
Interno